# Set i setting
Set i setting popularan je naziv za uvjete u kojima se osoba nalazi prije i za vrijeme djelovanja psihoaktivne droge. "Set" se odnosi na mentalno i emocionalno stanje osobe prije konzumiranja droge, dok se "setting" odnosi na fizičko okruženje u kojemu se osoba nalazi - prostor u kojemu se nalazi i osobe s kojima je u društvu. Iako donekle vrijedi za sve psihoaktivne droge, pervenstveno se odnosi na psihodelične droge i druge halucinogene. Pravilan set i setting smatraju se osnovnim preduvjetom za pozitivno iskustvo pod utjecajem tih droga i za izbjegavanje lošeg tripa. Osoba pod utjecajem trebala bi se nalaziti u ugodnom ambijentu u kojem se osjeća sigurno, u društvu ljudi kojima vjeruje, te bi trebala biti u ugodnom stanju uma prije iskustva.

Termin "set i setting" prvi je upotrijebio je Timothy Leary. 